# Randolph, Vermont
Randolph är en kommun (town) i Orange County i delstaten Vermont, USA. Vid folkräkningen år 2000 bodde 4 853 personer på orten. Den har enligt United States Census Bureau en area på totalt 124,1 km², varav 0,1 km² är vatten. 